# زبان نیاآناتولیایی
زبان نیا-آناتولیایی نیازبانی است که زبان های باستانی آناتولی از آن پدید آمدند (یعنی زبانهای هیتی،لیدیایی،پالائی،لووی و...). مانند تقریباً تمام دیگر نیا-زبان ها، هیچ نوشته تأیید شده‌ای یافت نشد. این زبان با استفاده از روش مقایسه ای برای تمام زبان های آناتولی گواهی شده و همچنین دیگر زبان های هند و اروپایی بازسازی شده است.
کریگ ملچرت ، کارشناس زبان های آناتولی، تخمین می زند که زبان نیا-آناتولیایی حداکثر ۳۰۰۰ سال پیش از میلاد تا حداقل در 2500 پیش از میلاد آغاز به واگرایی کرده است.

## مراجع
1. ↑  Proto-Anatolian language.
2. ↑  Melchert forthc., 7f.